# سونی اکسپریا ۱ وی

## معرفی
سونی اکسپریا ۱وی(اکسپریا وان مارک فایو) (Sony Xperia 1 V (XQDQ62/Bمدل نامبر) در سال ۲۰۲۳ به بازار عرضه شد. این محصول یک قاب فلزی و یک دوربین ارتقا یافته دارد که با حالت شب و عکاسی در نور کم، سازگاری بهتری داشته و زوم اپتیکال پیوسته واقعی دارد. این دستگاه مجهز به یک چیپست ارتقا یافته اسنپدراگون ۸ نسل ۲  با ۱۲ گیگابایت رم , باتری ۵۰۰۰ میلی‌آمپر ساعت,شارژ سریع ۳۰ واتی,اندروید 13,حافظه مموری داخلی ۵۱۲ گیگابایت,صفحه نمایش ۶/۵ اینچی 4Kو پوشش گوریلا گلس  ویکتوس است. این گوشی در رنگ‌های بازار مشکی - سبز خاکی، و نقره ای پلاتینیوم به بازار عرضه شده است. همچنین سونی این دستگاه را به نرم‌ افزار تقویت کننده بازی و استاندارد  IP65/IP68 مقاومت در برابر گرد‌ و غبار و آب مجهز کرده است.

## پردازنده گرافیک
Adreno 740 

## قیمت
۱ وی با قیمت ۱۴۰۰ یورو (تقریباً ۱۶۵۰ دلار)  در اروپا, ۱۲۹۹ پوند در بریتانیا و۱۲۷۶۹۰ روپیه درهند عرضه میشود .
1. ↑  https://www.yahoo.com/lifestyle/sony-launches-xperia-1-v-040000512.html
2. ↑  https://www.cnet.com/tech/mobile/sony-xperia-1-v-review-a-step-closer-to-besting-apple-and-samsung/
3. ↑  https://www.techradar.com/news/sony-xperia-1-v-announced-with-possibly-the-best-camera-for-low-light-shots
4. ↑  https://electronics.sony.com/mobile/smartphone/all/p/xqdq62-b
5. ↑  «اعلان تغییر جهت». https://digiato.com/article/2023/05/11/sony-xperia-1-v-unveiled. دریافت‌شده در ۲۰۲۳-۰۶-۱۳. پیوند خارجی در |وبگاه= وجود دارد (کمک)
6. ↑  https://www.stuff.tv/review/sony-xperia-1-v-review/
7. ↑  https://tech.hindustantimes.com/sony-xperia-1-v-price-in-india-P999938657